# Frederick Alderson
Pour les articles homonymes, voir Alderson.

a Compétitions nationales et continentales officielles uniquement.

b Matchs officiels uniquement.
Frederick Hodgson Rudd Alderson, né le 27 juin 1867 à Hartford dans le Cheshire et mort le 18 février 1925 à Hartlepool, est un joueur de rugby à XV anglais évoluant au poste de trois-quart pour l'équipe d'Angleterre. Il joue à six reprises en sélection nationale et participe au tournoi britannique 1892 remporté par l'Angleterre avec la Triple Couronne.
Il évolue en club avec l'université de Cambridge, les Hartlepool Rovers ; il fait partie de la première équipe du club sur invitation, les Barbarians.

## Biographie
Alderson naît à Hartford en 1867; il est scolarisé à Durham, poursuivant ses études au Clare College de l'université de Cambridge en 1886. Il obtient un Baccalauréat en arts en 1889 ; cette même année, il devient maître assistant de la Henry Smith School d'Hartlepool. Il devient proviseur de l'école en 1892, un poste qu'il occupe jusqu'à sa mort en 1925.

## Carrière
Alderson se fait d'abord remarquer au rugby en représentant l'université de Cambridge dans le duel annuel l'opposant à l'université d'Oxford en  1887 et 1888. Les liens tissés à Cambridge lui sont utiles ; William Percy Carpmael, un partenaire de club de Cambridge, invite Alderson à rejoindre l'équipe nouvellement formée des Barbarians. En 1890, il fait partie de la première équipe du club sur invitation, il participe à la tournée de 1891-1892 dans le sud-ouest de l'Angleterre et au pays de Galles. 
Quand Alderson déménage à Hartlepool, il rejoint le club local des Hartlepool Rovers. Alors qu'il évolue avec les Rovers, il honore sa première cape internationale quand il est retenu en équipe d'Angleterre pour disputer le tournoi britannique 1891 lors du match d'ouverture face au pays de Galles le 3 janvier 1891. Alderson hérite du capitanat pour son premier match, un honneur qu'il conserve lors de cinq des six matches internationaux qu'il dispute (durant les saisons 1891 et 1892). Son équipe d'Angleterre l'emporte 7 à 3 à Rodney Parade, avec deux transformations de sa part sur les trois essais inscrits par l'Angleterre. Avec Alderson, l'Angleterre l'emporte sur l'Irlande mais elle s'incline contre l'Écosse, qui remporte également la Triple Couronne, exploit qu'ambitionne l'équipe d'Angleterre.
Le championnat 1892 voit l'Angleterre remporter ses trois matches. Alderson est le capitaine de cette formation qui gagne la Triple Couronne. Il conduit l'équipe contre le pays de Galles et contre l'Écosse. Alderson manque le match contre les Irlandais, le capitanat revenant à Sammy Woods ; Frederick Alderson inscrit un essai et une transformation pour le premier match et une transformation pour le second. C'est la troisième Triple Couronne de l'Angleterre. Les victoires sont nettes : 17 à 0 (quatre essais à rien) puis 7 à 0, et enfin 5-0, soit sept essais inscrits et aucun point encaissé. L'Angleterre est la première équipe qui termine la saison sans concéder un point.
Frederick Alderson est retenu avec l'équipe d'Angleterre pour disputer le tournoi britannique en 1893 pour le match d'ouverture face au pays de Galles. Disputé à l'Arms Park de Cardiff, le terrain a été protégé du gel lors de la nuit précédente avec 500 brasiers disséminés à travers l'aire de jeu. Il en résulte que le terrain est glissant, et les conditions de jeu sont aggravées par la présence d'un vent fort. L'équipe anglaise joue la première mi-temps avec le vent dans le dos et les neuf avants du pack anglais dominent leurs vis-à-vis gallois. À la pause, le pays de Galles est mené 7 à 0, avec des essais de Frederick Lohden et d'Howard Marshall et une transformation du capitaine anglais Andrew Stoddart. Le début de seconde mi-temps voit Marshall d'illustrer à nouveau à la suite d'un bon travail des avants anglais. Cependant le pack anglais ne peut continuer sur un tel rythme et les joueurs faiblissent. Les Gallois inscrivent deux essais avant qu'Howard Marshall n'inscrive un troisième essai pour son premier match avec le  XV de la Rose. L'avantage est de 11 à 7. Les Gallois marquent un nouvel essai et un tir au but pour l'emporter 12 à 11. 
Frederick Alderson ne connaît plus d'autre sélection.
Sa carrière de joueur terminée, Alderson reste impliqué dans le rugby à XV en devenant arbitre. En 1903, il dirige un match international, la confrontation entre l'Écosse et l'Irlande à l'occasion du Tournoi britannique de rugby à XV 1903.

## Statistiques en équipe nationale
Frederick Alderson dispute six matchs avec l'équipe d'Angleterre. Il marque 11 points.
| Année | Compétition         | Matchs | Points | Essais | Transf. |
| 1891  | Tournoi britannique | 3      | 6      | -      | 3       |
| 1892  | Tournoi britannique | 2      | 5      | 1      | 1       |
| 1893  | Tournoi britannique | 1      | -      | -      | -       |
| Total | Total               | 6      | 11     | 1      | 4       |